# Ljubeščica
Ljubeščica ist eine Gemeinde im Nordosten Kroatiens in der Gespanschaft Varaždin. 
Zur Gesamtgemeinde Ljubeščica zählen noch Kapela Kalnička, Ljubelj, Ljubelj Kalnički und Rakovec. Der Volkszählung von 2011 zufolge beträgt die Einwohnerzahl 1858 Einwohner. Davon wohnen 1261 allein in Ljubeščica.